# Naqsh-e Rostam

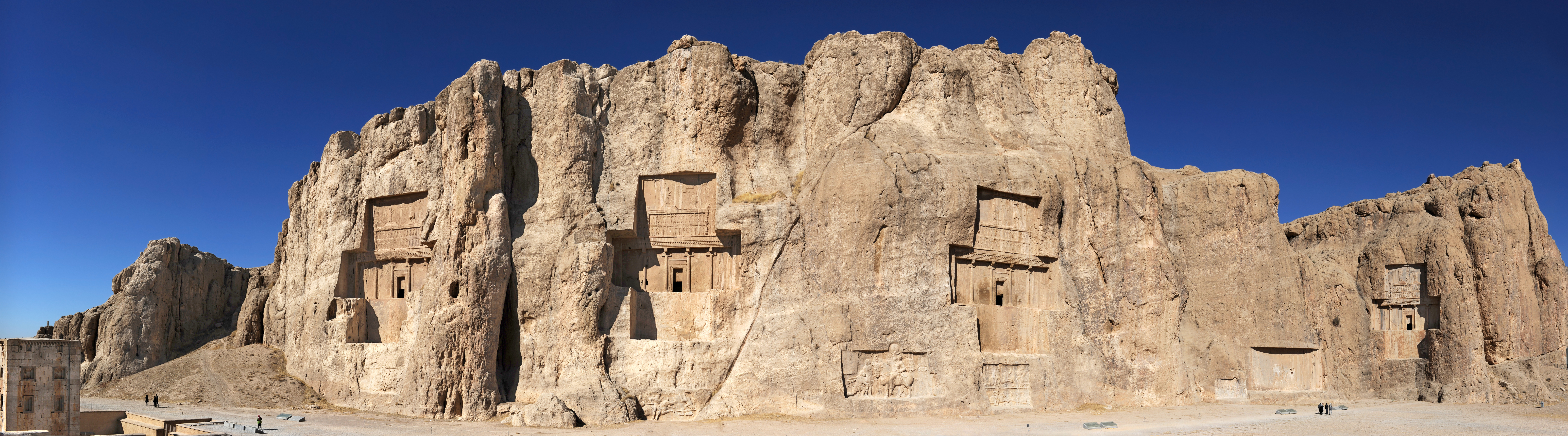
Naqsh-e Rostam.

Naqsh-e Rostam (persiska: نقش رستم) är en antik nekropol som ligger cirka 12 km nordöst om Persepolis i provinsen Fars i Iran. Kung Darius I är begravd här.

## Bilder

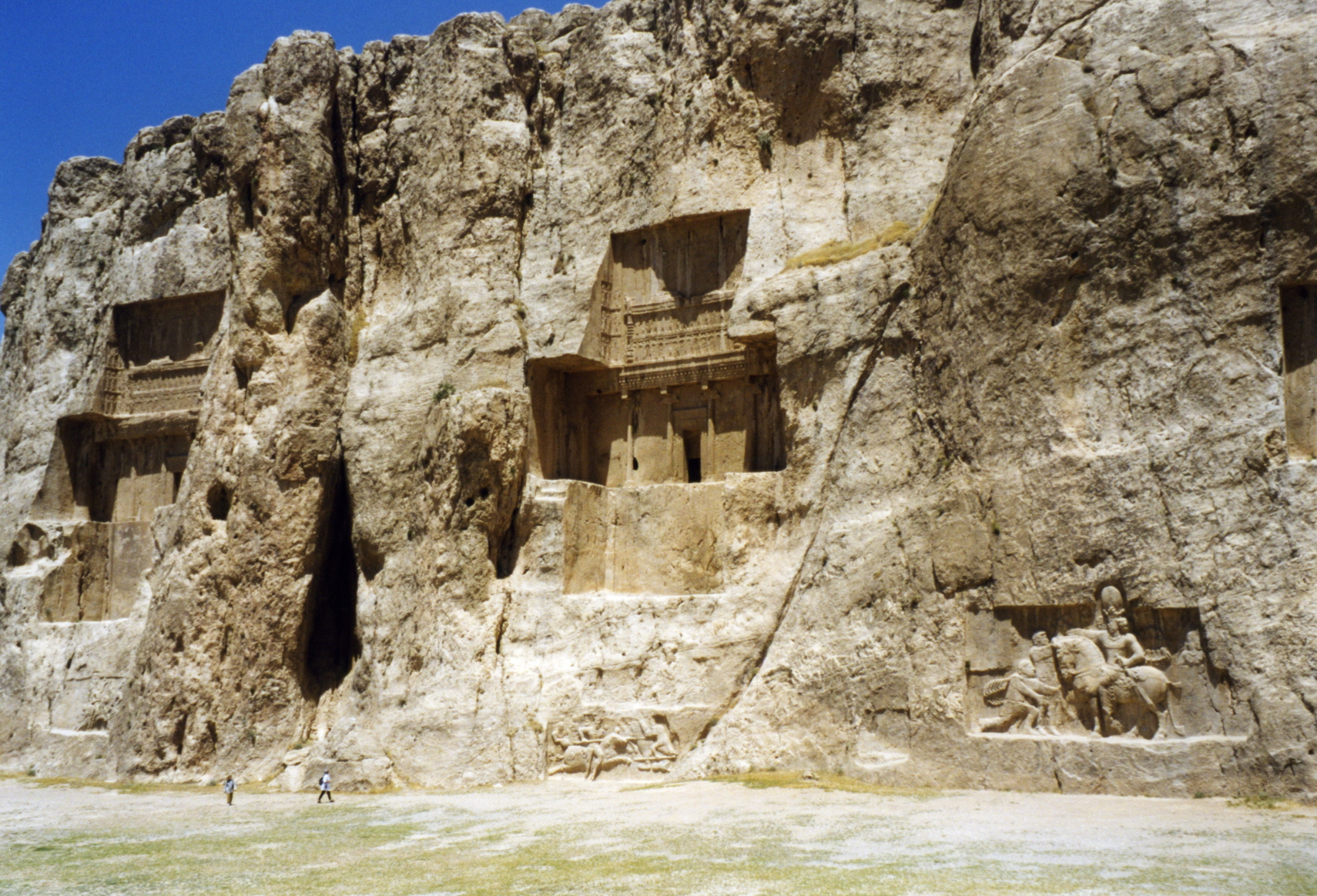
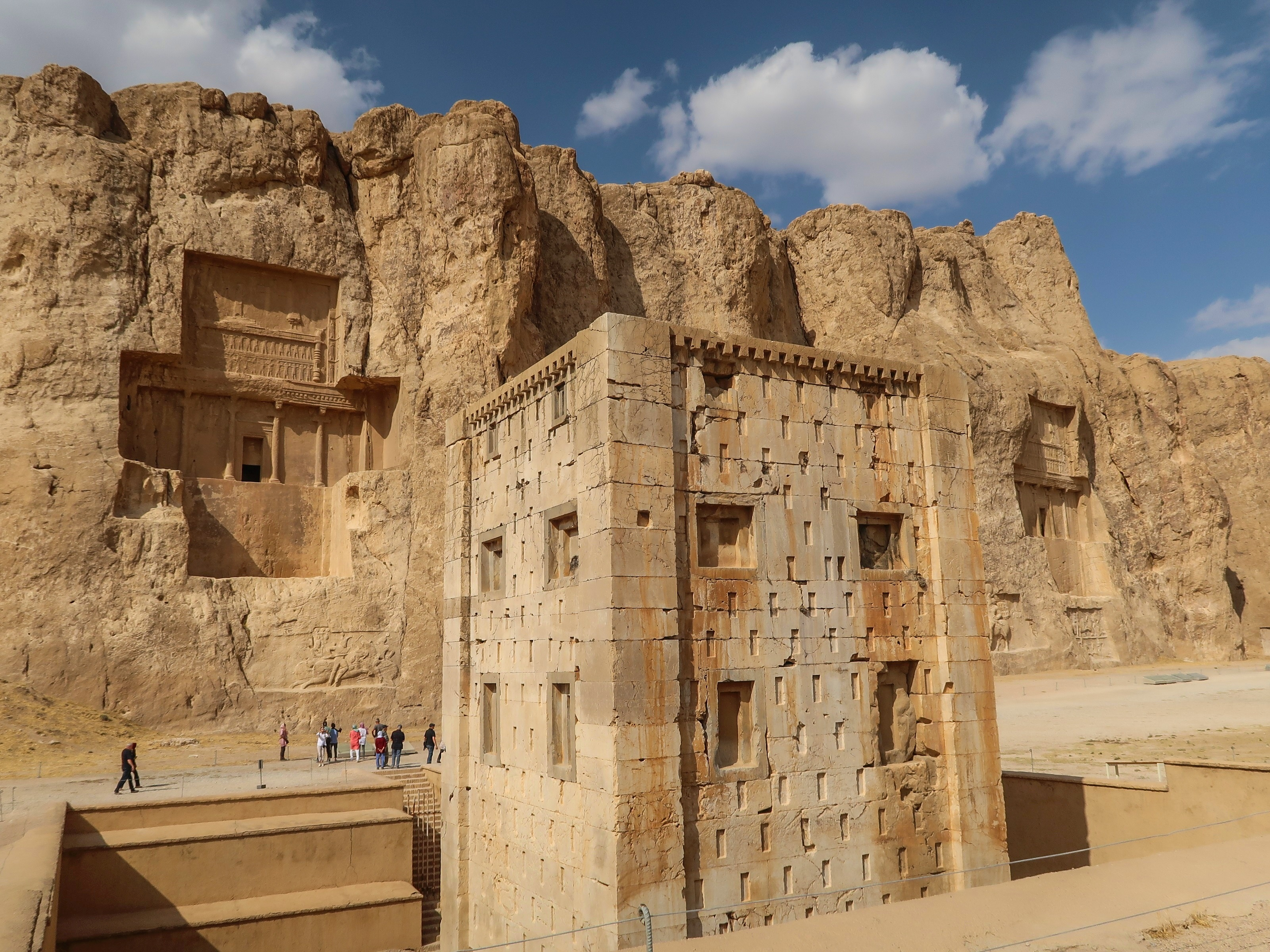
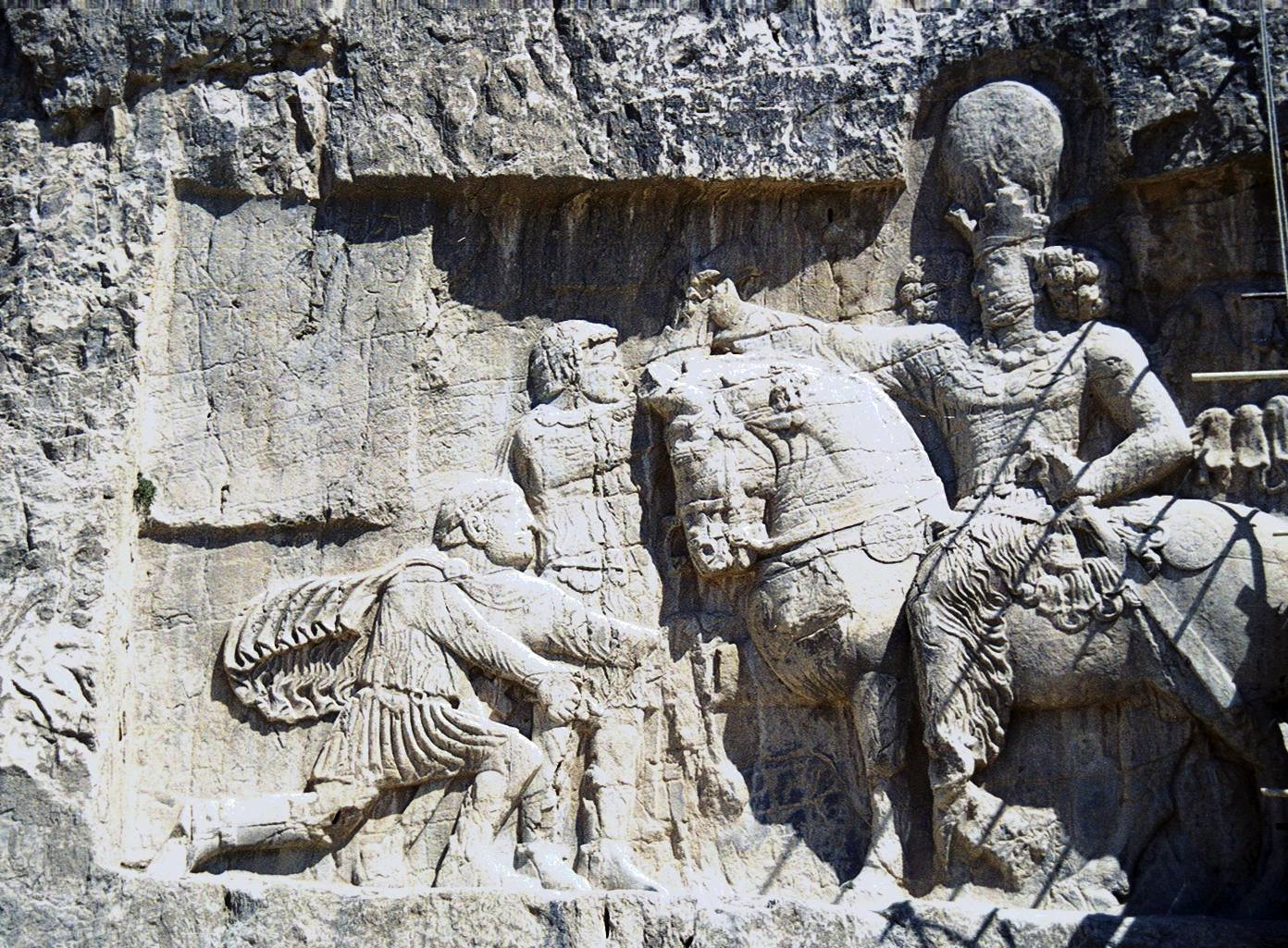
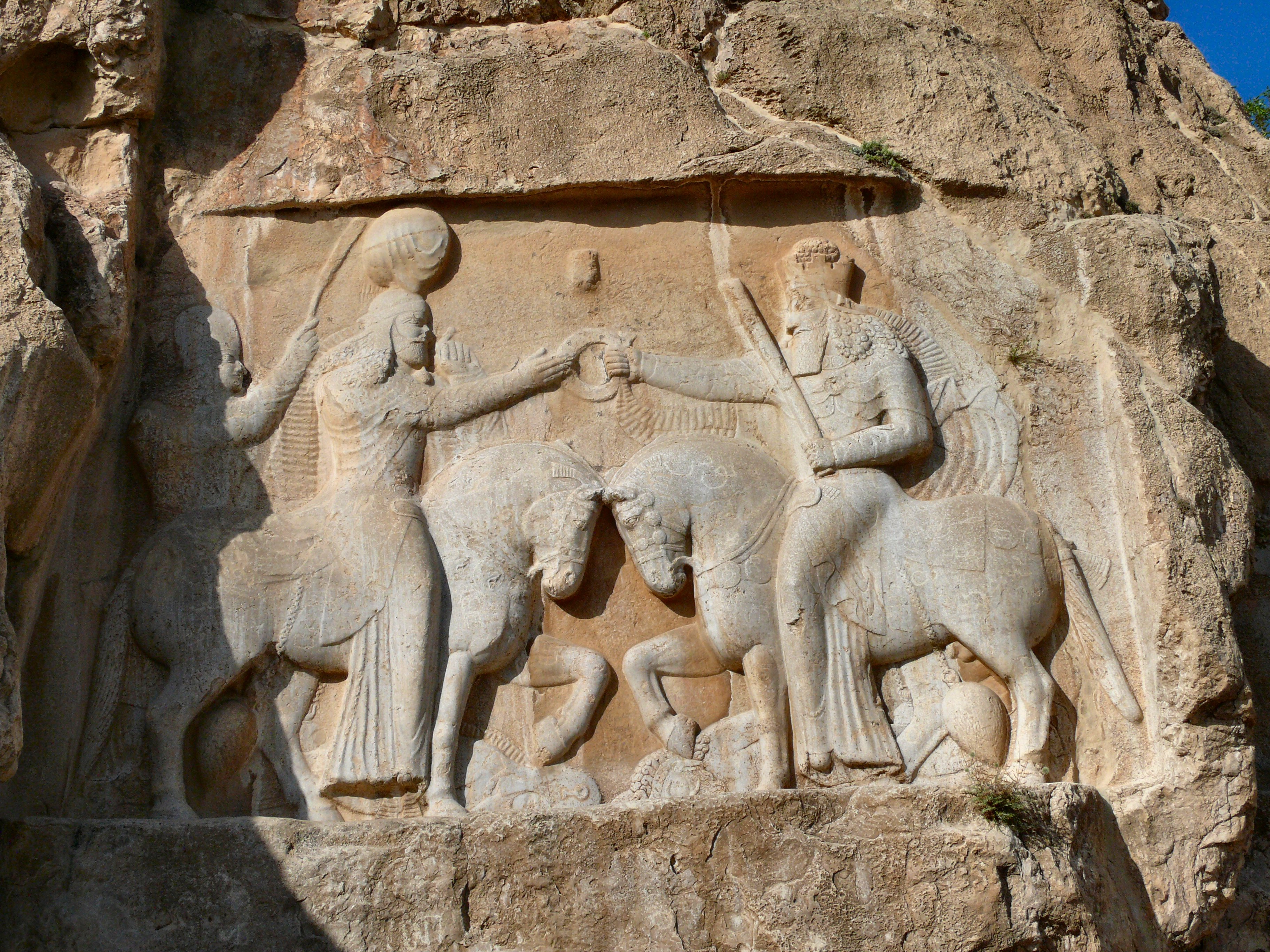
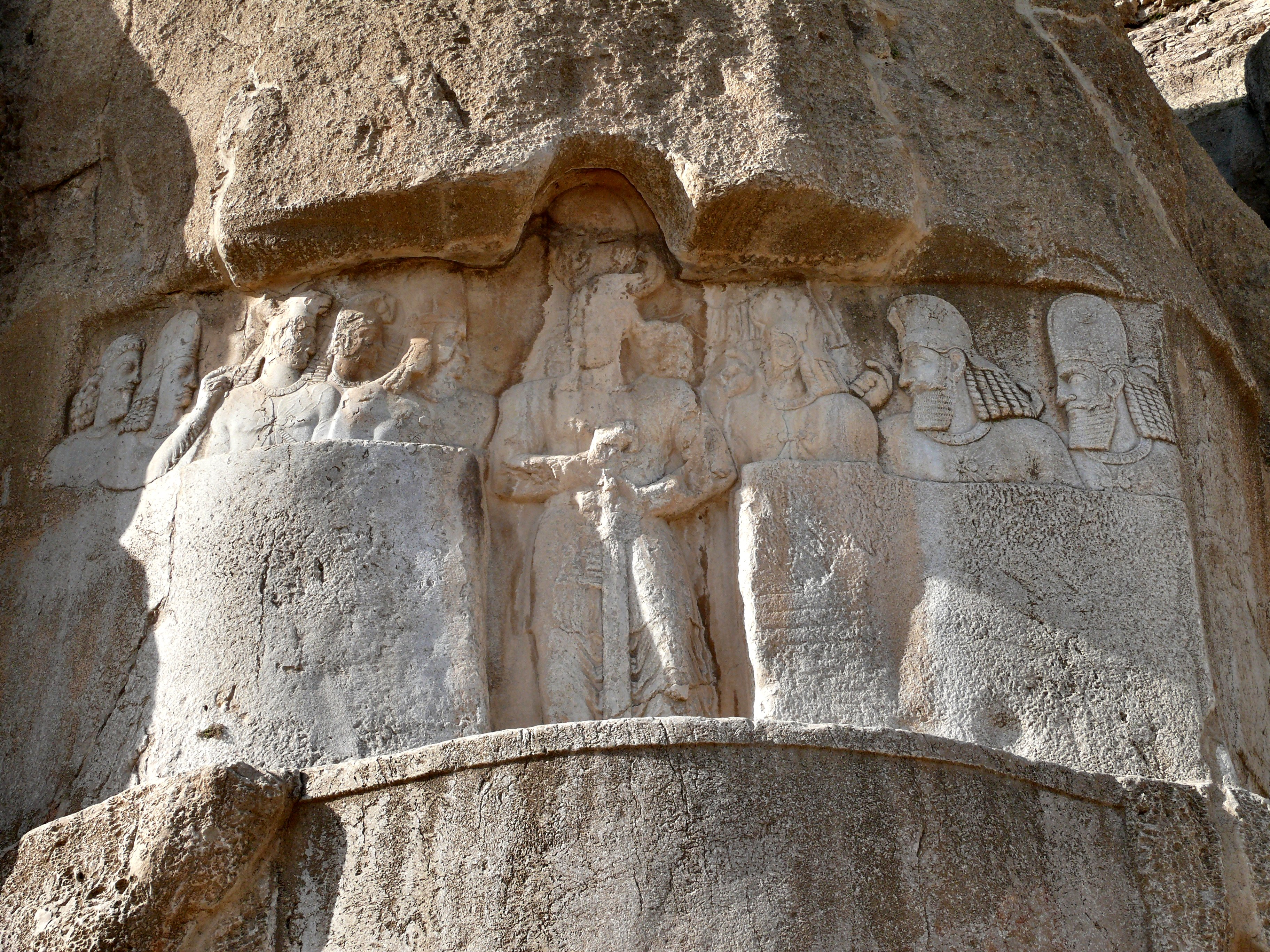